# Astiria rosea
Astiria rosea là một loài thực vật có hoa trong họ Cẩm quỳ. Loài này được Lindl. mô tả khoa học đầu tiên năm 1844.